# Сен-Жан-де-Во
Сен-Жан-де-Во (фр. Saint-Jean-de-Vaulx) — коммуна во Франции, находится в регионе Рона — Альпы. Департамент коммуны — Изер. Входит в состав кантона Матезин-Триев. Округ коммуны — Гренобль.
Код INSEE коммуны — 38402. Население коммуны на 1999 год составляло 451 человек. Населённый пункт находится на высоте от 890  до 1 631  метров над уровнем моря. Муниципалитет расположен на расстоянии около 500 км юго-восточнее Парижа, 110 км юго-восточнее Лиона, 20 км южнее Гренобля. Мэр коммуны — Mr Jean Louis RAVANAT, мандат действует на протяжении 2001—2008 гг.
Динамика населения (INSEE):